# Boniface de Castellane
Esprit Victor Elisabeth Boniface de Castellane, II marchese di Castellane (Parigi, 21 marzo 1788 – Lione, 16 settembre 1862), è stato un nobile e generale francese, maresciallo di Francia dal 1852.

## Biografia
Figlio di Boniface Louis André de Castellane, I marchese di Castellane, deputato agli Stati Generali del 1789, Pari di Francia dopo la Restaurazione; e di Adélaïde Louise Guyonne de Rohan-Chabot, entrò nell'esercito il 2 dicembre 1804, giorno dell'incoronazione di Napoleone, come soldato del 5º Reggimento di fanteria leggera. Salì rapidamente la gerarchia militare, diventando sottotenente dei Dragoni nel febbraio 1806.
Partecipò alla spedizione contro Napoli (estate 1806), quindi si unì all'Armata dei Pirenei, come aiutante di campo del colonnello Mouton, nel 1808.
Combatté a Rio Seco, e a Burgos; fu nominato tenente aiutante di campo il 29 gennaio 1808 e fu fra gli ufficiali di ordinanza di Napoleone durante il soggiorno dell'Imperatore in Spagna.
Quando l'Imperatore lasciò la Spagna nel gennaio 1809, il suo Stato Maggiore lo seguì in Germania. Il tenente de Castellane assistette alle battaglie di Ebersberg, Eckmühl, Ratisbona, Essling, Wagram ed altre della campagna del 1809, e ovunque seppe distinguersi; a Wagram ricevette anche una decorazione. Fu quindi incaricato di importanti missioni: dopo una di queste a Bayreuth, Napoleone lo definì brave jeune homme, e lo fece cavaliere dell'Impero con una rendita di 2.000 franchi.
Capitano il 18 febbraio 1810, de Castellane partecipò alla prima parte della campagna di Russia come aiutante di campo del conte di Lobau, fu nominato comandante di battaglione (chef de battaillon) a Mosca il 3 ottobre 1812 e divenne aiutante di campo del conte di Narbonne. Prese parte alle battaglie di
Vicebsk, Smolensk, Borodino, Krasnoi, della Beresina. A Borodino fu promosso chef d'escadron e, durante la ritirata, ebbe il comando dello squadrone destinato alla protezione personale dell'Imperatore.
Nominato colonnello-maggiore del 1º Reggimento della Guardia, il 21 giugno 1813, de Castellane era, appena nove anni prima, un semplice soldato. Il giorno successivo sposò a Parigi
Louise Cordélia Eucharis Greffulhe.
Combatté a Dresda, a Magonza ed in Champagne. Nel 1814, divenne colonnello, e dopo i Cento Giorni, divenne colonnello del Reggimento Ussari del Basso Reno, sorto dalle ceneri del 5º Reggimento Ussari (27 settembre 1815).

## La Restaurazione
Nel 1822 prese il comando del Reggimento Ussari della Guardia Reale, divenne maréchal de camp (generale di brigata) nel 1824.
Inviato in Spagna nel 1823, fu richiamato in patria per non aver voluto aderire alle rivendicazioni ultra realiste di Ferdinando VII. Nel 1825 tenne il comando di una brigata di cavalleria a Barcellona, per cui ebbe citazioni favorevoli, e nel 1825 comandò l'avanguardia della Divisione di Cadice, composta da quattro reggimenti ed una batteria di artiglieria.

## Dopo il 1830
Nel 1829, fu incaricato di sovrintendere a sette reggimenti; dopo gli eventi del luglio 1830, fu ispettore di dieci reggimenti e depositi di fanteria e di cinque di cavalleria; nel settembre 1831 ebbe il comando militare del dipartimento dell'Alta Saona e di una brigata di cavalleria.
Partecipò alla campagna del Belgio e all'assedio di Anversa (1832) alla testa della 1ª Brigata di fanteria della 2ª Divisione dell'Armata del Nord. Il 30 gennaio 1833 fu nominato tenente generale, e prese nello stesso anno il comando della divisione di stanza nei Pirenei Orientali; fu al comando della 21ª Divisione militare nell'ottobre 1835.
Fu nominato Pari di Francia il 3 ottobre 1837, si imbarcò quindi per Algeri il dicembre successivo. In Algeria sostituì il generale Trézel a Bona e Costantina nel 1837 ma, sostanzialmente, svolse la funzione di ispettore generale. Fece domanda di riprendere il proprio vecchio ufficio dei Pirenei, e fu esaudito il 18 marzo 1838.

## 1848
Nel 1848 represse con energia la sollevazione di Rouen. Il 12 febbraio 1850, fu nominato comandante della 42ª Divisione militare (Bordeaux); ricevette inoltre il comando delle divisioni 44ª e 45ª (Nantes e Rennes).
Il 26 gennaio 1852, divenne senatore di Lione e, il 2 dicembre 1852, maresciallo di Francia.

## Araldica
| Stemma | Descrizione                                                   | Blasonatura                                                                                 |
|        | Boniface de Castellane Marchese di Castellane Pari di Francia | Di rosso, al castello a tre torri d'oro. Ornamenti esteriori da marchese e pari di Francia. |